# Emilie Turunen
Emilie Turunen (nascida em 13 de maio de 1984 em Copenhaga, Dinamarca) é uma ex-membro do Parlamento Europeu (MEP). Ela foi eleita para representar o eleitorado dinamarquês nas eleições europeias de 2009 como membro do Socialistisk Folkeparti e do Partido Verde Europeu. Mais tarde, ela mudou a filiação partidária para os Sociais-democratas e o Partido dos Socialistas Europeus.

## Vida
Turunen formou-se na Roskilde University em Ciências Sociais e Estudos da Vida Profissional e mora com o namorado no noroeste de Copenhaga. Antes de ser eleita, ela era responsável pela Juventude do Partido Popular Socialista e trabalhou com o Fórum Social Dinamarquês.

## No parlamento
Depois de ser eleita para o Parlamento Europeu, Turunen tornou-se vice-presidente do grupo Aliança Livre Verde, membro do Comité do Mercado Interno e Proteção do Consumidor, e membro da delegação ao Sudeste Asiático. Foi também suplente na Comissão de Emprego e Assuntos Sociais, na Comissão Especial para a Crise Financeira, Económica e Social e na Delegação ao Irão. Ela é particularmente activa contra o tráfico de mulheres. Depois da eurodeputada sueca Amelia Andersdotter, Turunen foi também a mais jovem eurodeputada do 7º Parlamento Europeu. Em 20 de março de 2013, ela trocou o Socialistisk Folkeparti pelo partido Social-Democrata.